# Moteur F Renault
Le moteur F Renault (F pour fonte) est un moteur thermique automobile à combustion interne, quatre temps, avec 4 cylindres en ligne alésés directement dans le bloc en fonte, refroidi par eau, doté d'un vilebrequin 5 paliers, avec arbre(s) à cames en tête entraîné(s) par une courroie de distribution crantée, avec une culasse en aluminium, soupapes en tête, développé et produit par Renault au début des années 1980, faisant son apparition sur les Renault 9 et Renault 11. Ce moteur existe en versions essence et diesel, avec 8 ou 16 soupapes.

## Histoire
En décembre 1982, la Régie Renault propose un tout nouveau diesel de 1 596 cm3 de 55 ch DIN pour sa Renault 9. Il portera l’appellation « F8M »,. Ce nouveau moteur 1,6 D, conçu par l'ingénieur Georges Douin et son équipe, tourne une page dans l'histoire de Renault, qui n’avait en effet plus créé depuis bien longtemps un moteur entièrement nouveau. De plus, ce diesel inédit rompt avec certaines vieilles habitudes maison, notamment en ce qui concerne l'usinage des cylindres, puisqu’il n'a plus les chemises amovibles si souvent vantées par la Renault pour promouvoir les échanges faciles dits « à coups de fouet ». Les techniciens avaient considéré que cet argument avait beaucoup perdu de son intérêt grâce aux progrès de la technologie des métaux, qui avaient sensiblement ralenti l'usure des parties frottantes usinées. Ce 4 cylindres moderne adopte bien entendu un arbre à cames en tête entraîné par une courroie crantée, qui commande aussi la pompe à injection. Une seconde courroie fait tourner l’alternateur et la pompe à eau, tandis qu'une pompe à vide se situe à l'arrière pour l'assistance de freinage par Master Vac. Le bloc en fonte est surmonté par une culasse d’alliage léger à préchambre Ricardo Comet.
À l'usage, ce nouveau moteur se révélera peu gourmand. Il s'agit du vrai premier moteur diesel Renault, puisque le « moteur Douvrin » (type J8S) de 2,1 D des Renault 18, 20 et 30 était produit par la Société Française de Mécanique. Le moteur F8M de la Renault 9 est disposé transversalement sous le capot, incliné de 12° vers l'arrière. Le sens de rotation de ce moteur est horaire (côté distribution). Quelques mois après la commercialisation de la Renault 9 Diesel, est lancée la Renault 11 en avril 1983 qui adoptera ce nouveau diesel plus tard, à l'automne 1983.
À l'automne 1983, Renault lance son nouveau moteur essence « F2N » de 1 721 cm3 avec carburateur double corps, dont la base est celle du moteur F8M. Il possède une architecture de type diesel, avec des chambres de combustion intégrées aux pistons, ce qui n'est pas courant sur un moteur essence. Il apparaît sur les Renault 11 GTX, TXE et la futuriste TXE Electronic avec compteur digital et synthèse de parole. En février 1984, la Renault 9 adopte à son tour le moteur « F2N » de 1,7 litre, pour ses nouvelles versions « R9 GTX » et « R9 TXE ». Jusqu'à l'arrivée du moteur F2N, les Renault 9 et Renault 11 essence, étaient équipées uniquement de « moteurs Cléon-Fonte » de 1 108 cm3 et 1 397 cm3 avec arbre à cames latéral, qui étaient de conception ancienne, puisque cette motorisation était apparue en 1962 sur les Renault Floride S et Renault 8. Pour les versions haut de gamme des Renault 9 et Renault 11, il était nécessaire d'avoir un moteur plus performant et surtout de conception plus moderne, ce qui sera le rôle du moteur F2N, Renault ne souhaitant plus utiliser le « moteur Cléon-Alu » de la Renault 18, qui était également de conception ancienne. Les versions à «  moteurs Cléon-Fonte » sont bien entendu conservées et d'ailleurs par la suite les versions sportives « Renault 9 Turbo » et « Renault 11 Turbo » seront équipées du « moteur Cléon-Fonte » de 1,4 litre doté d'un turbo Garrett.
Les Renault 9 et Renault 11 sont des modèles incontournables pour Renault car non seulement elles donnent naissance au « moteur F », mais elles inaugurent également une nouvelle base technique qui sera utilisée sur de nombreux modèles. En effet, leur châssis est réutilisé sur les Renault 19, Mégane I et Scénic I, et dérivé pour les Super 5, Express, Clio I, Clio II, Kangoo I et Twingo II. Les Renault 9 et Renault 11 sont les premières voitures à utiliser un moteur Renault (« Cléon-Fonte ») en position transversale, ce qui donnera naissance aux boîtes de vitesses JB qui équiperont encore la Twingo II. (La Renault 14 était la première Renault avec groupe motopropulseur en position transversale, mais avec un train avant dérivé de la Peugeot 104, son « moteur X » était issu de la Société Française de Mécanique commun à Peugeot et Renault, moteur également utilisé sur des modèles Peugeot, Talbot et Citroën.)
Le fait que le moteur F2N soit conçu sur une base de moteur diesel, en fait un moteur très solide, mais avec sa culasse de par sa conception qui place le collecteur d'admission juste au-dessus du collecteur d'échappement, provoque une chauffe de l'embase du carburateur qui à la longue se déforme et crée une prise d'air. Par la suite, le moteur diesel F8M 1,6 D équipera également les Super 5, Express (Rapid/Extra), ainsi que les Volvo 340. Le moteur essence F2N de 1 721 cm3 équipera les Renault 21, Super 5, Renault 19, Clio I, Volvo 340 et également les Volvo 440, 460 et le coupé 480 (chez Volvo, ce moteur portera appellation B18KP). Une version avec carburateur simple corps du 1 721 cm3 essence équipera certains Renault Trafic I et certaines R21, il prendra le type moteur « F1N ».
Le 1 721 cm3 essence existera également en injections électroniques (monopoint et multipoint), il prendra le type moteur « F3N »: En version injection monopoint, il équipera les versions américaines des Renault 9 et Renault 11 (Renault Alliance et Renault Encore) ou encore les R21 américaines (Renault Médaillon). En version injection multipoint sur les Renault 9 GTE, Renault 11 GTE et Super 5 GTE qui seront les versions sportives des R9, R11 et Super 5 dans certains pays comme la Suisse et l'Allemagne, car les moteurs turbo à carburateur ne répondaient plus aux normes de pollution dans ces pays (donc la Super 5 GTE sera commercialisée à la place de la Super 5 GT Turbo, la R9 GTE à la place de la Renault 9 Turbo et la R11 GTE à la place de la Renault 11 Turbo. Le « F3N » en injection multipoint équipera également la Renault 19 TXI, avec une puissance de 107 ch.
Volvo greffera même un turbo sur le 1 721 cm3 essence avec injection « multipoint » et prendra le type moteur « B18FT » (appellation Volvo), et équipera le coupé Volvo 480 Turbo, la Volvo 440 Turbo et la Volvo 460 Turbo. Ces moteurs sont souvent recherchés pour faire des swaps sur des Super 5 GT Turbo, Renault 9 Turbo et Renault 11 Turbo.

## Évolution

### Versions diesel
Début 1987, le 1.6D subit des modifications afin de le rendre plus silencieux. Ce F8M deuxième génération sera malheureusement plus fragile au niveau de la culasse et du joint de culasse. De plus, l'amiante sera abandonné, ce qui accentuera encore ce problème. Extérieurement, un F8M deuxième génération se reconnaît à son couvre culasse fixé par 6 petits écrous, tandis qu'un F8M première génération n'a que 3 écrous fermés. Le carter de distribution d'un F8M deuxième génération possède également une partie non peinte autour de la pompe d'injection, alors que sur un F8M première génération, le carter de distribution est totalement noir.
En 1988, Renault lance la Renault 19 en remplacement des R9 et R11. Le moteur diesel F8M de ces deux dernières, avec ses 55 ch DIN, n'est plus assez puissant pour équiper la R19, plus lourde. Renault modifie donc la course et l'alésage du 1,6 D pour en obtenir 1 870 cm3 (1,9 D), donnant naissance au moteur F8Q, développant 65 ch. Le moteur dispose d'une technologie de recirculation des gaz d'échappement. Ce moteur équipera également par la suite les Clio I, Express (Rapid/Extra), R21 (SD, GSD), Mégane I, Scénic I et Trafic I. Une version dégonflée à 55 ch DIN fera son apparition dans les années 1990. Ce F8Q première génération conservera cependant les problèmes de culasse et de joints de culasse du F8M deuxième génération. Pour se conformer à de nouvelles normes antipollution, une deuxième génération de F8Q fera son apparition fin 1997 sur le Kangoo I. Celle-ci s'étendra également par la suite au reste de la gamme Renault : Clio II, Mégane I phase 2 et Scénic I phase 2. Les problèmes de culasses et de joints de culasse sont éradiqués sur cette deuxième génération, qui est aussi plus silencieuse que la première.
En juillet 91, une version turbo du 1,9D est commercialisée sur la R19, le 1,9 dT. Ce bloc prendra le type moteur F8Qt et développe 95 ch DIN. Il équipera également les Mégane I, Scénic I, ainsi que les Volvo 440, Volvo 460, Volvo S40, Volvo V40 et Mitsubishi Carisma. Ce moteur se révèlera extrêmement robuste, dépassant les 300000 km sans encombre et apprécié par sa puissance, sa souplesse et sa sobriété.
À l'automne 1997, Renault équipe son 1,9 dT d'une injection directe, donnant ainsi naissance au premier moteur Renault à injection directe sur la Laguna I: le 1,9 dTi, il prendra le type moteur F9Q. Il équipera également les Mégane I, Scénic I, Clio II, Kangoo I, Espace III, Master II, ainsi que les Volvo S40, Volvo V40 et Mitsubishi Carisma.
En juillet 1999, Renault, sur la Laguna I phase 2, équipe pour la première fois son 1,9 dTi du principe de la rampe d'injection commune (common rail) à haute pression : c'est le premier moteur dCi, le 1,9 dCi type F9Q. Ce moteur équipera également les Mégane I phase 2, Scénic I phase 2, Laguna II, Mégane II, Scénic II, Espace IV, Trafic II, Master II, Mégane III, Scénic III, les Volvo S40, Volvo V40 et Mitsubishi Carisma.

### Versions essence
En 1986, une version 2,0 litres apparaît, avec une cylindrée de 1 965 cm3, type F2R en version carburateur double corps et F3R en version injection. C'est le F3R qui équipera les Renault Alliance GTA en Amérique du Nord.
En 1989, Renault lance une version sportive de la Renault 19 en remplacement des Renault 9 Turbo et Renault 11 Turbo. Renault, à cette occasion, abandonne son mythique 1,4 « Cléon-Fonte » turbo à carburateur au profit d'un moteur multi-soupapes et de l'injection multipoint : ce sera une évolution du moteur F2N de 1 721 cm3, la course restant identique, mais l'alésage étant augmenté, ce qui donnera une cylindrée de 1 764 cm3, coiffée d'une culasse de 16 soupapes. Ainai naît la R19 16S. Ce moteur F7P de 140 ch DIN équipera également la Clio 16S en février 1991, en remplacement de la Super 5 GT Turbo. En juillet 1992, les R19 16S et Clio 16S sont montées de série avec un pot catalytique, afin d'être en conformité avec les normes de pollution applicables au 1er janvier 1993, ce qui leur fait perdre 3 ch.
La Clio Williams fait son apparition en 1993. Comme son nom ne l'indique pas, la Renault Clio Williams a été conçue non pas pour célébrer les titres glanés en Formule 1 avec l'écurie de Franck Williams, mais avant tout pour une homologation en compétition (2 500 exemplaires minimum requis). En effet, pour courir en groupe A, Renault a besoin d'un moteur 2,0 litres pour être le mieux armé dans sa catégorie. C'est donc en partant du bloc moteur F7P de la Renault Clio 16S que la marque va élaborer son 1 998 cm3 F7R de 150 ch. L'augmentation de la cylindrée passe logiquement par un réalésage de 0,7 mm et par l'adoption d'un vilebrequin de Clio diesel pour faire passer la course de 83,5 à 93 mm. Ce vilebrequin d'origine « routière » permet ainsi de mieux encaisser les contraintes liées à l'augmentation du couple, qui va désormais atteindre 175 N m à 4 500 tr/min. Le F7R équipera également les Mégane I Coupé et Renault Spider.
Au 1er janvier 1993, toutes les voitures essence doivent être équipées d'un système d'injection et d'un pot catalytique, à cette occasion, le F2N de 1 721 cm3 verra son alésage augmenter et aura une cylindrée de 1 794 cm3. Il portera le type moteur « F3P » sur les Clio I et Renault 19, et « B18U » sur les Volvo 440 et Volvo 460. En revanche, la Renault 21, alors en fin de carrière, conserve son 1 721 cm3 mais avec l'injection (type moteur F3N). Volvo conservera également le 1 721 cm3 injection (type moteur B18EP), aux côtés du nouveau 1 794 cm3. En 1994, la Laguna I sera équipée du moteur F3P.
Volvo commercialisera également une version de 1 596 cm3 essence avec injection multipoint, et prendra le type moteur « B16F » (appellation Volvo) pour les Volvo 440 et Volvo 460. La particularité de ce moteur est d'avoir le même alésage et la même course que le diesel F8M, et par conséquent la même cylindrée.

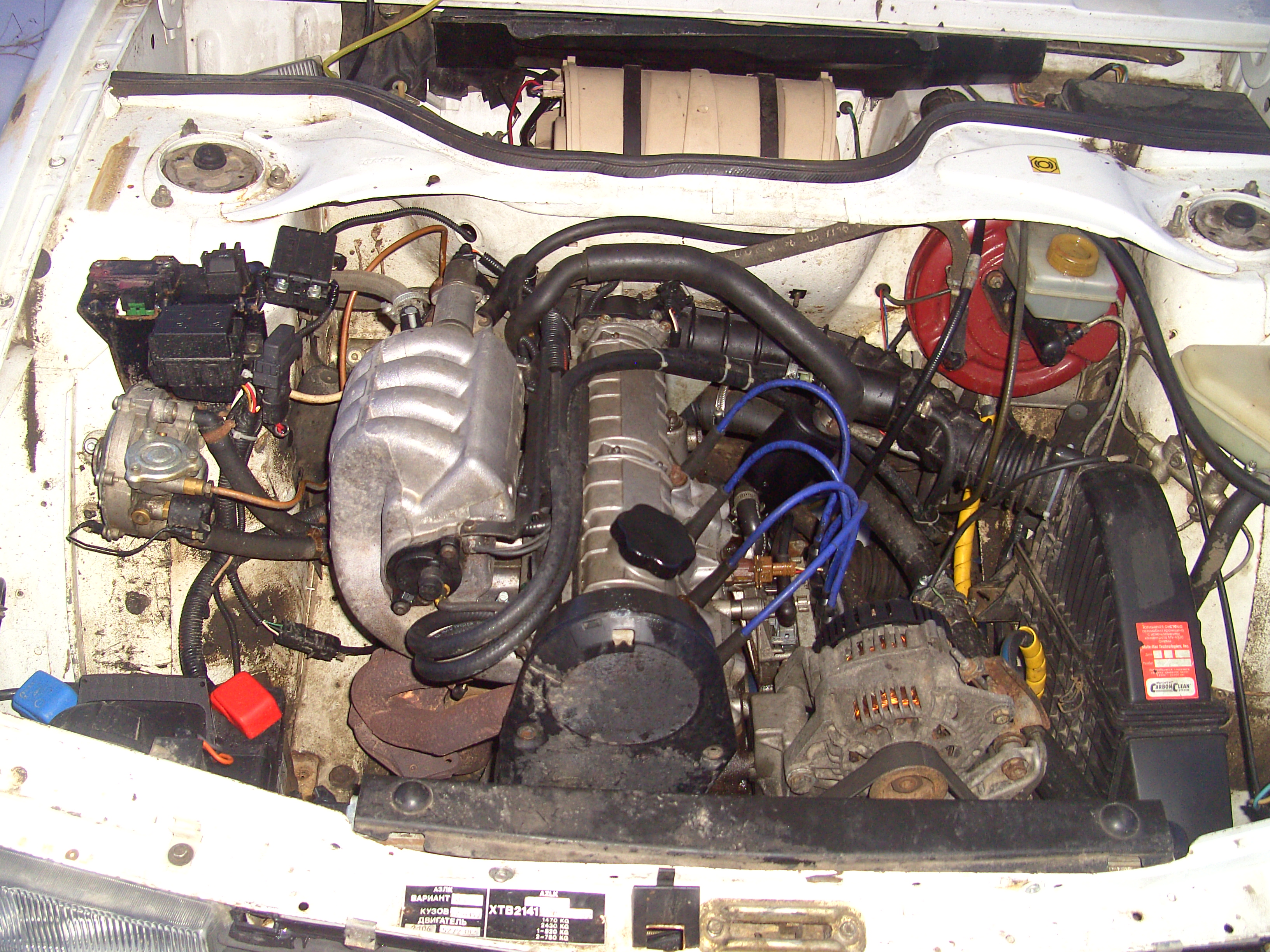
Moteur F3R de 2 litres sur une Moskvitch Sviagator russe, modèle lancé en 1998.

Une version 8 soupapes du moteur F7R des Clio Williams de 115 ch DIN fera son apparition sur les Laguna I, il équipera également les Mégane I, Scénic I et Espace III, il portera l’appellation de « F3R ». Sur les Volvo 440, 460 et 480, ce moteur portera l’appellation « B20F ». Ce nouveau F3R de 1 998 cm3 remplace l'ancien F3R de 1 965 cm3.
Le F4P apparaît en 1998, sur la Laguna I phase 2. Ce nouveau 1.8 (1 783 cm3) de 16 soupapes équipera également les Mégane I, Scénic I, Laguna II... En même temps est commercialisé le F4R sur la Laguna I et l'Espace III, ce moteur reprend la cylindrée (1 998 cm3) du F7R de la Clio Williams, il sera également monté sur les Mégane II, Mégane III, Laguna II, … La particularité des moteurs F4P et F4R est le fait qu'ils aient une culasse 16 soupapes semblable à celles des « moteurs K » (K4J et K4M), de plus les moteurs F4P et F4R partagent le même kit de distribution et la même pompe à eau que les « moteurs K » 16 soupapes (K4J et K4M).
En 1999, apparition du moteur F5R, il s'agit du moteur de 1 998 cm3 équipé d'une injection directe. Ce moteur IDE de 2,0 16s type F5R équipera les Mégane I coupé et cabriolet, ainsi que les Laguna II. Ce sera le premier moteur essence français à injection directe.
En 2000, Renault lance la Clio II RS qui sera dotée du moteur F4R de 1 998 cm3 avec 16 soupapes développant 172 ch. En 2004, la Clio II RS phase 3 verra sa puissance augmentée de 10 ch pour atteindre les 182 ch. En 2006, la Clio III RS reprendra ce moteur qui sera revu et développera 197 ch sur la phase 1, puis 203 ch sur la Clio III RS phase 2. Un F4R de 135 ch est disponible sur les Laguna II, Mégane II, Espace IV, Scénic II et clio III.
Le F4R sera également greffé d'un turbo, forme sous laquelle il portera l’appellation F4RT ; il équipera les Mégane II, Laguna II, Laguna III, Avantime, Espace IV et Vel Satis, mais c'est surtout cette base qui servira pour la Mégane II RS de 225 ch (230 ch sur la version F1 Team R26 et R26.R).
Sa remplaçante la Mégane III RS, présentée en mars 2009 au salon de Genève, est toujours équipée de ce même bloc (F4RT 2,0 16V Turbo), porté cette fois à 250 ch. En juin 2011, Renault lance une série limitée « RS Trophy » à la puissance augmentée de 15 ch, pour atteindre 265, puis 275 ch.

## Versions sportives
Ce moteur sera monté dans la plupart des sportives Renault des années 1980, 90 et 2000 :

### Renault
- Renault 9 GTX phase 1 (en phase 2, la R9 GTX perd son style sportif)
- Renault 11 90 GT (série limitée)
- Renault 9 GTE
- Renault 11 GTE
- Renault Alliance GTA
- Renault Super 5 GTX
- Renault Super 5 GTE
- Renault 19 16S
- Renault Clio RSi
- Renault Clio 16S
- Renault Clio Williams
- Renault Spider
- Renault Mégane I Coupé 2.0 16V
- Renault Clio II RS
- Renault Mégane II RS
- Renault Clio III RS
- Renault Mégane III RS

- Renault Sandero RS

### Volvo
- Volvo 440 Turbo
- Volvo 460 Turbo
- Volvo 480 Turbo

### Praga
- Praga R1 (en)

## Différentes cylindrées
|               | Diesel    | Diesel            | Essence   | Essence                                                | Essence   | Essence   | Essence     | Essence    | Essence                              |
| Types moteurs | F8M       | F8Q - F8QT et F9Q | B16F      | F1N - F2N - F3N - B18KP - B18E - B18EP - B18F et B18FT | F7P       | F4P       | F3P et B18U | F2R et F3R | F3R - F7R - F5R - F4R - F4RT et B20F |
| ------------- | --------- | ----------------- | --------- | ------------------------------------------------------ | --------- | --------- | ----------- | ---------- | ------------------------------------ |
| Cylindrée     | 1 596 cm3 | 1 870 cm3         | 1 596 cm3 | 1 721 cm3                                              | 1 764 cm3 | 1 783 cm3 | 1 794 cm3   | 1 965 cm3  | 1 998 cm3                            |
| Alésage (mm)  | 78        | 80                | 78        | 81                                                     | 82        | 82,7      | 82,7        | 82         | 82,7                                 |
| Course (mm)   | 83,5      | 93                | 83,5      | 83,5                                                   | 83,5      | 83        | 83,5        | 93         | 93                                   |

### Caractéristiques détaillées F4R - F4RT
| Appellations commerciales | 2.0 16v                   | 2.0 16v                   | 2.0 16v                   | 2.0 16v                   | 2.0 16v                   | 2.0 16v                   | 2.0 16v                   | 2.0 16v                   | 2.0 16v                   | 2.0 16v                   | 2.0 16v                   | 2.0 16v                   | 2.0 16v                   | 2.0 16v                   |
| ------------------------- | ------------------------- | ------------------------- | ------------------------- | ------------------------- | ------------------------- | ------------------------- | ------------------------- | ------------------------- | ------------------------- | ------------------------- | ------------------------- | ------------------------- | ------------------------- | ------------------------- |
| Types moteurs             | F4R                       | F4RT                      | F4R                       | F4RT                      | F4R                       | F4RT                      | F4R                       | F4R                       | F4RT                      | F4RT                      | F4RT                      | F4RT                      | F4RT                      | F4RT                      |
| Cylindrée                 | 1 998 cm3                 | 1 998 cm3                 | 1 998 cm3                 | 1 998 cm3                 | 1 998 cm3                 | 1 998 cm3                 | 1 998 cm3                 | 1 998 cm3                 | 1 998 cm3                 | 1 998 cm3                 | 1 998 cm3                 | 1 998 cm3                 | 1 998 cm3                 | 1 998 cm3                 |
| Alésage (mm) course (mm)  | 82,7 x 93                 | 82,7 x 93                 | 82,7 x 93                 | 82,7 x 93                 | 82,7 x 93                 | 82,7 x 93                 | 82,7 x 93                 | 82,7 x 93                 | 82,7 x 93                 | 82,7 x 93                 | 82,7 x 93                 | 82,7 x 93                 | 82,7 x 93                 | 82,7 x 93                 |
| Nombre cylindres soupapes | 4 cylindres / 16 soupapes | 4 cylindres / 16 soupapes | 4 cylindres / 16 soupapes | 4 cylindres / 16 soupapes | 4 cylindres / 16 soupapes | 4 cylindres / 16 soupapes | 4 cylindres / 16 soupapes | 4 cylindres / 16 soupapes | 4 cylindres / 16 soupapes | 4 cylindres / 16 soupapes | 4 cylindres / 16 soupapes | 4 cylindres / 16 soupapes | 4 cylindres / 16 soupapes | 4 cylindres / 16 soupapes |
| Énergie                   | Essence                   | Essence                   | Essence                   | Essence                   | Essence                   | Essence                   | Essence                   | Essence                   | Essence                   | Essence                   | Essence                   | Essence                   | Essence                   | Essence                   |
| Alimentation              | Atmos.                    | Turbo.                    | Atmos.                    | Turbo.                    | Atmos.                    | Turbo.                    | Atmos.                    | Atmos.                    | Turbo.                    | Turbo.                    | Turbo.                    | Turbo.                    | Turbo.                    | Turbo.                    |
| Puissance max (ch DIN)    | 135 ch à 5 500 tr/min     | 165 ch à 5 000 tr/min     | 172 ch à 6 250 tr/min     | 179 ch à 5 500 tr/min     | 182 ch à 6 500 tr/min     | 190 ch à 5 500 tr/min     | 197 ch à 7 250 tr/min     | 200 ch à 7 500 tr/min     | 163 ch à 5 000 tr/min     | 225 ch à 5 500 tr/min     | 230 ch à 5 500 tr/min     | 250 ch à 5 500 tr/min     | 265 ch à 6 000 tr/min     | 275 ch à 5 500 tr/min     |
| Couple max (N m)          | 195 N m à 3 750 tr/min    | 270 N m à 3 250 tr/min    | 200 N m à 5 400 tr/min    | 300 N m à 2 250 tr/min    | 200 N m à 5 250 tr/min    | 300 N m à 2 250 tr/min    | 215 N m à 5 550 tr/min    | 215 N m à 5 400 tr/min    | 250 N m à 2 000 tr/min    | 300 N m à 3 000 tr/min    | 310 N m à 3 000 tr/min    | 340 N m à 3 000 tr/min    | 360 N m à 3 000 tr/min    | 370 N m à 3 000 tr/min    |